# 古氏樹袋鼠
古氏樹袋鼠（學名：Dendrolagus goodfellowi）是樹袋鼠屬一個瀕臨絕種的物種，分布於新幾內亞東部（巴布亞紐幾內亞）的熱帶雨林中，和其他樹袋鼠一樣居於樹上。本種的毛色為栗色至紅棕色，腹部顏色較淺，臉部為灰棕色，尾長且為金色，體重約為7公斤；本種主要以巨盘木的樹葉為食，有時也食用果實、花或草 ，其胃與反芻動物的功能相似，有許多細菌可分解纖維素。這種樹袋鼠的跳躍能力很強，可自高9公尺處跳到地表而不受傷。
古氏樹袋鼠最早於1908年由英國動物學家奥德菲尔德·托马斯發表描述，其名稱為紀念英國動物學家沃爾特·古費洛。本種之下包含兩個亞種：Dendrolagus goodfellowi goodfellowi與Dendrolagus goodfellowi buergersi（巴氏樹袋鼠）。本種已瀕臨絕種，因狩獵與棲地破壞而受到一定威脅。